# La Lima, Colima
La Lima är en ort i Mexiko.   Den ligger i kommunen Villa de Álvarez och delstaten Colima, i den södra delen av landet, 500 km väster om huvudstaden Mexico City. La Lima ligger 1 408 meter över havet och antalet invånare är 102.
Terrängen runt La Lima är lite bergig. Runt La Lima är det ganska tätbefolkat, med 58 invånare per kvadratkilometer. Närmaste större samhälle är Colima, 18,0 km söder om La Lima. Omgivningarna runt La Lima är en mosaik av jordbruksmark och naturlig växtlighet.